# Finstown
Finstown är en by på ön Mainland, Orkneyöarna, Skottland. Byn är belägen 10 km 
från Kirkwall. Orten har 530 invånare (2016).